# José Ulloa
José Ulloa Blancas (Madrid, 1934) es un  director de cine y guionista español. 

## Biografía
Se inicia como actor teatral en 1954 y, ya instalado en Barcelona, en 1958 se introduce en el cine como meritorio y secretario de rodaje. Fue script en las películas ¿Pena de muerte? (1962) de Josep Maria Forn y Chica para todo (1963) de Mariano Ozores. Ejerce como ayudante de dirección en varias producciones como  La alternativa (Jose Maria Nunes, 1962), de la que también es coguionista. Ha sido ayudante de dirección y coguionista para diversos directores como Ignacio Iquino, José María Nunes, Jesús Fernández Santos, Julio Diamante, Juan Bosch o Bigas Luna.
Ha dirigido sin acreditar varias escenas de las películas Veinte pasos para la muerte (1970) de Manuel Esteba, Un colt por cuatro cirios (1971) de Ignacio Iquino y Las amantes del diablo (1971) de José María Elorrieta. 
El 1974 dirigió su ópera prima El refugio del miedo, drama posapocalíptico protagonizado por Craig Hill, Patty Shepard y Teresa Gimpera.
En 1979 dirigió, entre México y Puerto Rico, Juventud sin freno, una película con el galán del cine mexicano Jorge Rivero. En México la película se tituló Río de la muerte. 
En 1988 dirigió para el mercado videográfico la película Andalucía chica protagonizada por el cantante de copla y flamenco Antonio Molina.
Fundó las productoras y distribuidoras de vídeo Cinebase, Sesión y Ken Films Video TV con la que produjo en 1999 la película Tierra de cañones de Antoni Ribas. 
Aparece en los documentales Cineastas en acción de Carlos Benpar, en Los perversos rostros de Víctor Israel de  Diego López y David Pizarro y en el largometraje El hijo del hombre perseguido por un Ovni dirigido por Juan Carlos Olaria.

## Filmografía

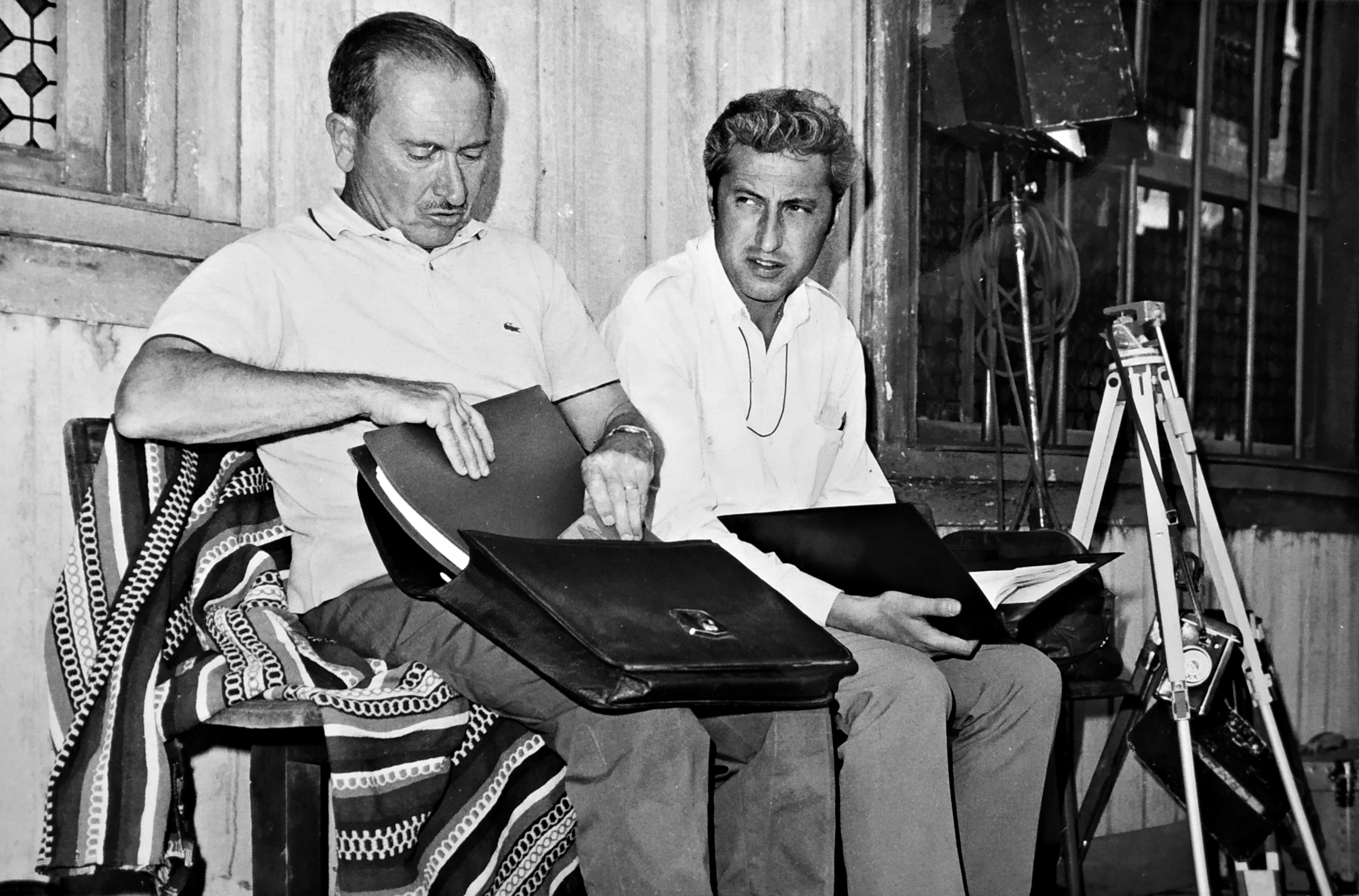
Los cineastas León Klimovsky y José Ulloa en el rodaje de la película Pagó cara su muerte (1968).

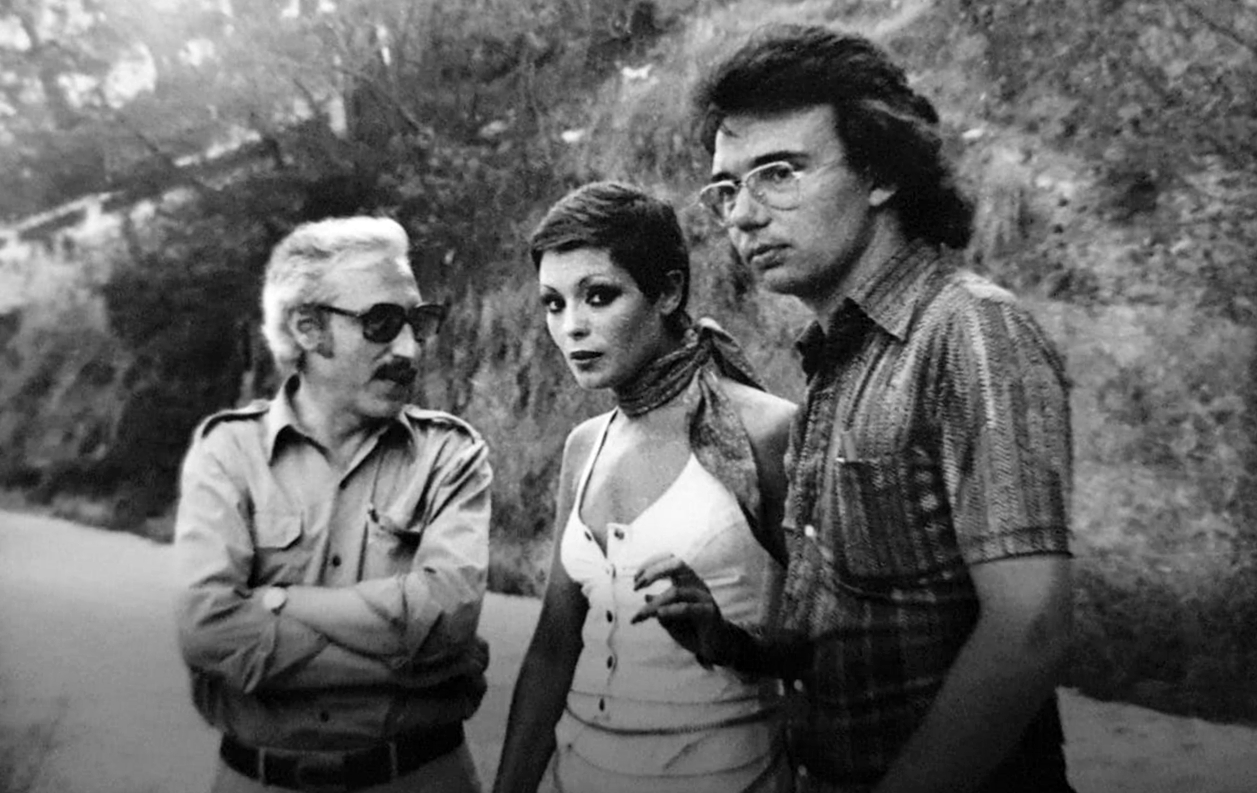
José Ulloa junto a la actriz Pilar Velázquez y el operador de cámara Paco Marín en el rodaje de la película Tatuaje (1978) de Bigas Luna.

### Director
- El refugio del miedo (1974)
- Juventud sin freno (1979)
- La amante ingenua (1980)
- Andalucía chica (1988)

### Guionista
- La alternativa (1963) de José María Nunes
- El refugio del miedo (1974)
- Tatuaje (1978), de Bigas Luna
- La amante ingenua (1980)
- Andalucía chica (1988)

### Ayudante dirección
- Llegar a más (1963) de Jesús Fernández Santos
- Un rincón para querernos (1964) de Ignacio F. Iquino
- Oeste Nevada Joe (1965) de Ignacio F. Iquino
- Cinco pistolas de Texas (1966) de Ignacio F. Iquino y Juan Xiol
- Río maldito (1966) de Juan Xiol
- El primer cuartel (1967) de Ignacio F. Iquino
- La playa de las seducciones (1967) de José Luis Gonzalvo
- Pagó cara su muerte (1968) de León Klimovsky
- Tiempos de Chicago (1969) de Julio Diamante
- Amor a todo gas (1969) de Ramón Torrado
- El Puro se sienta, espera y dispara (1969) de Edoardo Mulargia
- Veinte pasos para la muerte (1970) de Manuel Esteba
- La diligencia de los condenados (1970) de Juan Bosch
- Consigna: matar al comandante en jefe (1970) de José Luis Merino
- Aquel maldito día (1970) de Vasilis Georgiadis
- Los buitres cavarán tu fosa (1971) de Juan Bosch
- Un colt por cuatro cirios (1971) de Ignacio F. Iquino
- La liga no es cosa de hombres (1972) de Ignacio F. Iquino
- Una bala marcada (1972) de Juan Bosch
- Tu fosa será la exacta...amigo (1972) de Juan Bosch
- La caza del oro (1972) de Juan Bosch
- Los mil ojos del asesino (1973) de Juan Bosch
- Dallas (1974) de Juan Bosch
- La muerte llama a las 10 (1974) de Juan Bosch
- Memoria (1978) de Francisco Macián

### Actor
- El hijo del hombre perseguido por un Ovni (2020) de Juan Carlos Olaria
- Adela (1987) de Carles Balagué
- El sistema de Robert Hein (1986) de Luis Aller
- ¡Viva la Pepa! (1981) de Carles Balagué

### Apariciones
- Los perversos rostros de Víctor Israel (2010) de Diego López y David Pizarro
- Por un puñado de westerns (2008) de Frank Willis
- Cineastas en acción (2005) de Carlos Benpar